# Chandra Shekhar

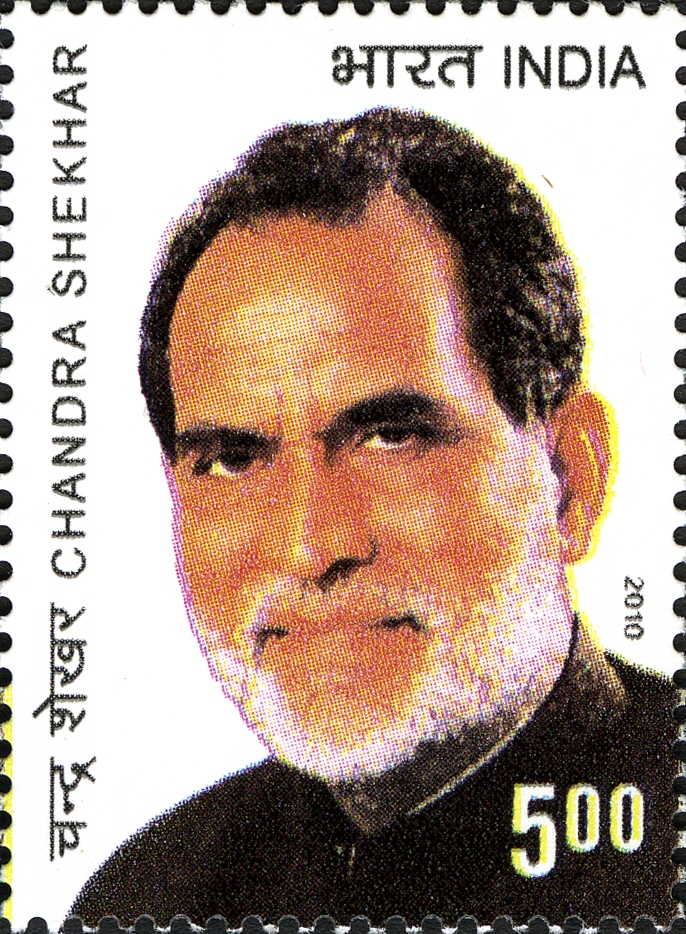

Chandra Shekhar (auch geschrieben Chandrashekhar, Hindi चन्द्रशेखर Candraśekhar; * 1. Juli 1927 in Ibrahimpatti, Uttar Pradesh; † 8. Juli 2007 in Neu-Delhi) war ein indischer Politiker. Vom 10. November 1990 bis zum 21. Juni 1991 war er Premierminister des Landes.

## Biographie
Shekar studierte Politikwissenschaften an der Allahabad University. Seit den frühen 1950er Jahren engagierte er sich in der sozialistischen Bewegung. Er wurde 1962 in das Rajya Sabha, dem Oberhaus des Parlaments, gewählt und wechselte daraufhin zur Kongresspartei. Dort blieb er bis 1967 Mitglied. 1969 gründete und gab er das Magazin Young India heraus, das eine Verbreitung der sozialistischen Weltanschauung förderte.
In den frühen 1970er Jahren wurde er zum innerparteilichen Mittelpunkt des Widerstands gegen Indira Gandhis diktatorische Amtsführung. Diese Opposition hatte während der Zeit des Ausnahmezustandes in Indien 1975–77 seine Inhaftierung mit anderen Gleichgesinnten zur Folge. Nach seiner Freilassung wurde er 1977 zum ersten Präsidenten der Janata Party gewählt. Die Janata Party führte von 1977 bis 1979 eine Regierungskoalition unter Premierminister Morarji Desai an. Nach der Wahl 1980 kam Indira Gandhi wieder an die Macht. Shekhar machte 1983 mit einem Gang von über 2.500 Meilen von Kanyakumari nach Neu-Delhi auf die Probleme des ländlichen Indiens aufmerksam.
1988 vereinigte sich der größte Teil der Janata Party unter Führung von Chandra Shekhar mit mehreren anderen Oppositionsparteien, um die Janata Dal unter Führung von Vishwanath Pratap Singh zu gründen. Nach der Parlamentswahl 1989, bei der die Janata Dal zur zweitstärksten Partei wurde, wurde Singh Premierminister.
Shekhar organisierte eine Gruppierung innerhalb der neuen Partei, trat mit ihr aus und gründete die Socialist People’s Party. Mit Hilfe einiger Stimmen aus der Kongresspartei, der Bharatiya Janata Party und den beiden kommunistischen Parteien wurde er fünf Tage später Premierminister. Das Amt musste er jedoch bereits nach einem halben Jahr wieder aufgeben, nachdem er die Unterstützung der Kongresspartei verloren hatte. Er blieb weiterhin Mitglied des indischen Parlaments (Lok Sabha) und leitete die Samajwadi Janata Party.
Chandra Shekhar war mit Duja Devi verheiratet und hatte zwei Söhne, Pankaj und Neeraj Singh.

## Zitat
„[Shekar] was known as a firebrand idealist with revolutionary fervor.“